# Chiltepec de Hidalgo
Chiltepec de Hidalgo är en ort i Mexiko, tillhörande kommunen Coatepec Harinas i södra delen av delstaten Mexiko. Orten hade 1 196 invånare vid folkräkningen 2010 och är kommunens fjärde största samhälle.